# Dounia Boutazout
 (novembre 2016).
Si vous disposez d'ouvrages ou d'articles de référence ou si vous connaissez des sites web de qualité traitant du thème abordé ici, merci de compléter l'article en donnant les références utiles à sa vérifiabilité et en les liant à la section « Notes et références ».
Dounia Boutazout (arabe : دنيا بوطازوت), née le 13 juin 1981 à Casablanca, est une actrice marocaine.

## Biographie
Dounia Boutazout est diplômée de l'Institut supérieur d'art dramatique au Maroc, et fait ses débuts sur la scène théâtrale avec Rouge + bleu = violet, en 2006. Puis elle rejoint la brigade Tensift en 2008, et participe à la pièce Kif twiyer tar.
Sa première apparition à la télévision (Chanily Tv) est en 2005 accompagnée par l'artiste Hassan El Fad. Elle se produit alors dans de nombreux sitcoms, séries télévisées et pièces de théâtre, en particulier Yak Hna Jirane en 2011. Hassan El Fad et Dounia Boutazout sont alors connus pour leur improvisation pour pallier l'absence de dialogues.
En 2012, elle participe au jeu d'aventure Manado Express diffusé sur 2M, dans lequel elle fait équipe avec Aziz Hatab. Et en 2022 elle participe également à la série lmaktoub qui connait un véritable succès

## Carrière

### Télévision
- 2005 : Chanely TV season 1
- 2006 : Chanely TV season 2
- 2008 : Le comptable
- 2009 : Saadi Bebnaty
- 2009 : Okba Lik (film)
- 2010 : جحا يا جحا (Jouha ya jouha)
- 2010 : Okba Lik (série)
- 2010 : Yak Hna Jirane
- 2011 : Dima Jirane
- 2012 : كلنا جيران Koulna Jirane
- 2012 : بِيه فيه (bih fih) réalisé par Hachem El Yamani
- 2012 : صفي تشرب (Safi Tcherb)
- 2013 : L'Couple, saison 1
- 2013 : دور بيها يا شيباني (Dor biha ya chibani)
- 2013 : سلامة ريحانة (Salama rihanna)
- 2014 : L'Couple, saison 2
- 2014 : نيني يا مومو
- 2014 : Kenza F'Douar
- 2014 : دار الغزلان Dar lghezlan
- 2015 : Nayda F'Douar
- 2016 : L'auberge (Sitcom)
- 2017 :  الخاوة
- 2017 : دار الغزلان
- 2021 : Bnat l3asas  بنات العساس
- 2022 :  lmaktoub
- 2023 : Knaynati
- 2024: ila da9 l7al
- 2024: ولاد ايزة
- 2024 : أنا ماشي انا
- 2024 : 2 وجوه

### Théâtre
- 2006 : Rouge + Bleu = Violet
- 2006 : Mère courage
- 2007 : مومو بوضرسة
- 2007 : بهنيني تكل بانيني
- 2007 : فوازير كمال كمال
- 2010 : نورا
- 2010 : ناكر لحسان
- 2011 : الإذاعة والتلفزيون
- 2011 : عطاتو ليام
- 2012 : كيف الطوير طار
- 2014 : ميعادنا العشا

## Émissions
- 2011 : شهيوات مع شميشة - ضيفة شرف
- 2012 : نسولو النجوم

## Prix et récompenses
- Prix de la meilleure interprétation féminine ex æquo avec Kenza Fridou du Festival national du théâtre de Meknès[pas clair].
  - Prix de la meilleure comédienne en 2007, pour son rôle dans la pièce Moumou Boudrrsa[1]
  - Prix de la meilleure comédienne en 2010 pour son rôle dans la pièce Naker Lahsan[1]
- Prix du meilleur deuxième rôle en 2010, pour son rôle dans la série Jouha ya Jouha[1]
- En 2013 elle reçoit un prix de Sa Majesté le Roi Mohamed VI, pour son rôle dans la série humoristique L'couple.